# W50 (核彈頭)
W50核彈頭是美國一種用於MGM-31短程核導彈的熱核彈頭。它也曾計劃搭載在奈基-宙斯反彈道導彈上，但該計劃在部署前便被取消了。W50由洛斯阿拉莫斯國家實驗室研發。
它主要有兩種變種型號(W50-1和W50-2)，分別以三種當量選項生產(Y1為6萬噸，Y2為20萬噸，Y3為40萬噸)。所有變種型號的尺寸都是長44英寸(1.1 m)，15.4英寸(0.39 m)直徑和重410磅(190 kg)。
W50在其第一裂變階段中採用了Tsetse初級核彈設計，以及1950年代中、後期的幾種設計。W50也被認為是W78核彈頭的第二聚變階段設計的源頭。
W50在1965-1963年期間生產，合共生產了280枚W50。它們自1973年開始退役，最後一枚在1991年退役。